# Ecobici (Ciudad de México)
El Sistema de Transporte Individual en Bicicleta Pública ECOBICI de la Ciudad de México, más conocido como Ecobici, es un sistema de bicicletas compartidas de la Ciudad de México, a cargo del Gobierno de la Ciudad de México mediante la Secretaría de Movilidad. Éste es uno de los sistemas de transporte público de la capital que conforman la Movilidad Integrada.
Desde agosto de 2024 cuenta con 689 estaciones con 9,300 bicicletas, un promedio de 70,000 viajes por día entre semana (1,500,000 por mes) y 165,345 membresías anuales activas.
El sistema fue operado por Clear Channel de 2010 a 2022. A partir de 2022, el consorcio 5M2-BKT Bicicleta Pública opera el sistema.

## Historia

### Fase I
En 2009, tras una licitación internacional, Clear Channel resultó la empresa ganadora para implementar y operar el sistema; en 2010 esta empresa también tenía a su cargo los sistemas de bicicleta en Milán, Oslo, Zaragoza y Barcelona y más tarde, también el de Washington D. C. y Estocolmo. Ecobici inició operaciones el 16 de febrero de 2010 con 85 cicloestaciones y 1,114 bicicletas en cinco colonias, todas ellas en Cuauhtémoc. La supervisión estaba a cargo de la Secretaría del Medio Ambiente del entonces Distrito Federal, el programa tuvo un presupuesto de 75 millones de pesos y la empresa obtuvo una autorización para colocar 150 relojes publicitarios en seis delegaciones. Paralelo a la puesta en marcha del sistema, se modificó el Reglamento de Tránsito para establecer nuevos derechos y obligaciones de peatones, ciclistas y sanciones a vehículos.
Durante su primer año, la membresía anual de Ecobici costaba $300 y permitía viajes de 30 minutos. Para septiembre de 2010, el sistema reportó más de 400,000 viajes, 10 mil personas usuarias y se anunció que los viajes pasarían de 30 a 45 minutos.

#### Expansión al Centro Histórico
En noviembre de 2010, se ampliaron los alcances del programa para comprender parte del Centro Histórico de la Ciudad de México. En total se sumaron 5 cicloestaciones y 12 más se reubicaron a lo largo de Reforma y el Centro, sumando un total de 90. Esta ampliación fue paralela al proyecto de ciclovía en Reforma, la cual se inauguró en diciembre de ese año.
A finales de 2011, Ecobici alcanzó los 3 millones de viajes acumulados, 30,000 usuarios registrados, un ahorro anual de 300 toneladas de CO2 y un promedio diario de 8,500 recorridos con una duración aproximada de 20 minutos por viaje. Esto lo colocaba en uno de los 10 principales sistemas de bicicletas compartidas en el mundo.

### Fases II y III
Estas fases se anunciaron en noviembre de 2011 y se implementaron de manera conjunta durante el año siguiente. Al darse el anuncio, el sistema de Ecobici ya había crecido a 90 estaciones y 1,200 bicicletas. En el marco de la expansión, en agosto de 2012, se dio a conocer que la nueva tarifa sería de $400.
Pese a cierto rechazo inicial de algunas personas vecinas en Polanco, la segunda fase de expansión de Ecobici se concretó el 12 de septiembre de 2012. Ésta contempló mil 180 bicicletas y 72 estaciones adicionales en las delegaciones de Cuauhtémoc y Miguel Hidalgo, concretamente en las colonias Anzures, Granada, Bosque de Chapultepec, Juárez, Centro, Doctores y Cuauhtémoc. El 30 de octubre se anunció que Ecobici superó los 5 millones de viajes y 40,000 personas usuarias con un promedio diario de 9,000 viajes.
La fase III se inauguró dos meses después, el 26 de noviembre. Con ello el sistema llegó a 275 cicloestaciones y 4000 bicicletas. La nueva cobertura incluyó a las colonias Escandón, San Miguel Chapultepec, Granada, Irrigación, Roma Norte, Roma Sur y San Rafael.
En el tercer aniversario de la puesta en marcha de ECOBICI, se habilitaron las opciones de suscripciones temporales de 1, 3 y 7 días.

### Fase IV

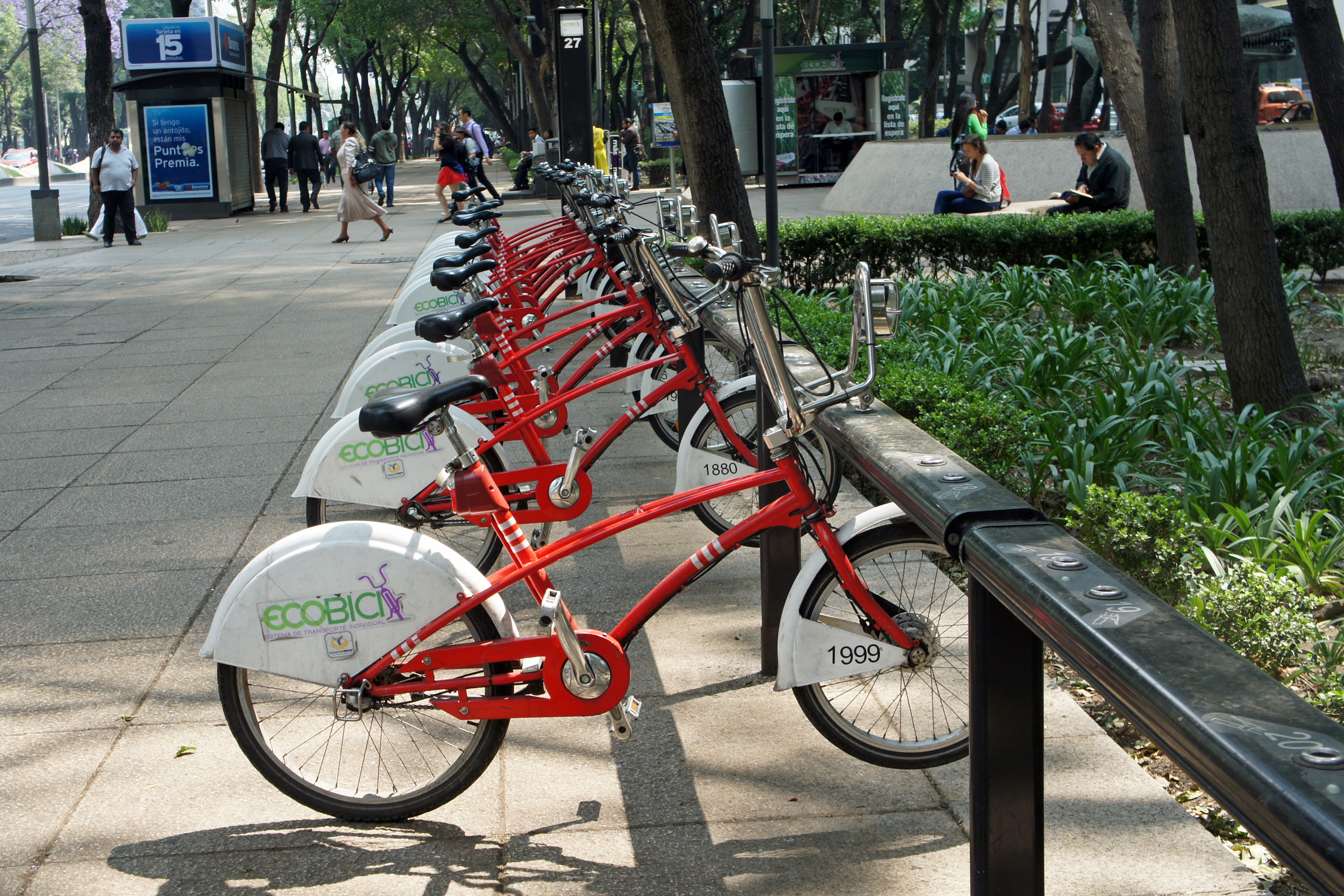
Cicloestación de Ecobici, 2014.

En febrero de 2014 se anunció que se implementaría la cuarta fase de expansión del sistema en la demarcación de Benito Juárez. Las obras iniciaron en noviembre de 2014 y en febrero de 2015, inició operaciones con 171 cicloestaciones y 2,500 bicicletas en 23 colonias de la delegación Benito Juárez, lo que representó un crecimiento del 60%. Entonces el sistema acumulaba 21 millones de viajes y un ahorro de 1,395 toneladas de CO2.

### Fase V
En junio de 2017 se anunció la quinta expansión de Ecobici. Ésta consistiría en 340 bicicletas eléctricas de pedaleo asistido y 28 nuevas cicloestaciones multimedia; así como una expansión en el norponiente del polígono para abarcar 13 nuevas colonias de Miguel Hidalgo como: Verónica Anzures, Lomas de Chapultepec y Ampliación Granada, entre otras. También se sustituirían 3,500 bicicletas que ya habían alcanzado su vida útil. En febrero de 2018 esta ampliación del proyecto se puso en marcha. Las bicicletas eléctricas no eran compatibles con el resto de las estaciones, por lo que únicamente podían realizarse viajes entre las 28 estaciones compatibles con esta tecnología. Un mes después, Ecobici alcanzó los 50 millones de viajes acumulados.

### Renovación y Expansión

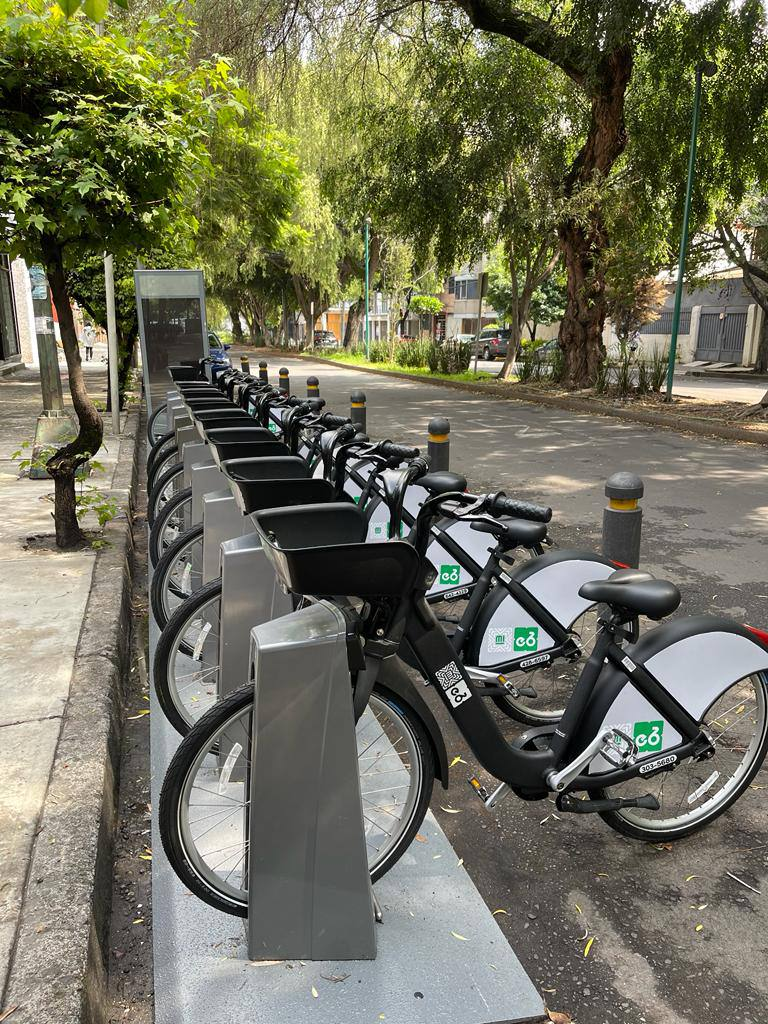
Cicloestación de Ecobici, 2023

A finales de 2018, el programa pasó a estar a cargo de la Secretaría de Movilidad, la cual anunció que evaluaría la posibilidad de contratar otros proveedores.
El 16 de abril de 2019, se dio a conocer el nuevo logo de Ecobici, junto con el resto de los sistemas de transporte público de la Ciudad de México, como parte de la Movilidad Integrada.
Meses más tarde, a finales de 2019, se dio a conocer que se llevaría a cabo un proceso de licitación internacional para renovar todas las bicicletas y estaciones existentes y ampliar el Sistema de Ecobici a tres nuevas alcaldías (Álvaro Obregón, Azcapotzalco y Coyoacán) mediante el programa Lift de Open Contracting Partnership. En diciembre de 2021 se adjudicó el contrato del proyecto al consorcio conformado por las empresas 5M2 ―dedicada a la publicidad exterior en sistemas de transporte público― y BKT Bici Pública ―operadora del sistema de bicicletas compartidas MiBici, en Guadalajara―. Éste comprendía la operación del sistema hasta finales de 2027 por 544.5 millones de pesos. En contraste, entre 2010 y 2022, el Gobierno de la Ciudad de México destinó 2,157 millones en la adquisición, operación y mantenimiento del sistema de ECOBICI.
En junio de 2022 comenzaron a retirarse estaciones del sistema operado por Clear Channel y el 13 de agosto se pusieron en marcha las primeras 50 estaciones y 700 bicicletas del sistema nuevo. Los sistemas convivieron de forma simultánea mientras paulatinamente se instalaban nuevas estaciones y se retiraron las estaciones anteriores; aunque los sistemas no eran compatibles entre sí. 
En octubre se anunció que HSBC sería el patrocinador de Ecobici, modalidad que no existía anteriormente; las personas que se registran con una tarjeta de este banco reciben un 15% de descuento en sus membresías. Finalmente el 29 del mismo mes terminó la operación del sistema operado por Clean Channel e identificado como “Ecobicis rojas”; entonces el nuevo sistema, identificado como “Ecobicis negras” contaba con 159 estaciones operando. Tras 12 años y al cierre del primer sistema, Ecobici acumuló 77.7 millones de viajes. Clear Channel mantuvo el permiso para operar los espacios publicitarios.
A julio de 2023, el uso del nuevo sistema de Ecobici equivale a un ahorro de 466 toneladas de CO2.

#### Retrasos
En noviembre de 2022, se habían instalado 175 estaciones, por lo que personas usuarias de Ecobici manifestaron molestias por las pocas estaciones y bicicletas disponibles en el nuevo sistema. En enero de 2023, el proyecto sumaba 237 estaciones y 2 mil bicicletas, así como un retraso de tres semanas por problemas en la cadena logística y falta de chips. Un mes después, las primeras cinco estaciones de la expansión a Coyoacán comenzaron operaciones. Para abril se habían instalado 452 estaciones y tres meses de demora. Ante los atrasos, en junio la SEMOVI anunció sanciones por 4.5 millones al consorcio, pero los problemas persistieron: en octubre de 2023 se habían colocado 559 estaciones y restaban 128. En noviembre se instalaron las primeras estaciones de Ecobici en Álvaro Obregón y Azcapotzalco. Para diciembre, faltaban 65 estaciones, por lo que las empresas acumulaban 10 millones de pesos en penalizaciones de la SEMOVI.
Sin embargo, tras su renovación y expansión, el sistema de Ecobici tuvo un desempeño destacable en 2023: en mayo se rompió el récord con más viajes en un mes; en septiembre los viajes diarios superaron por primera vez los 50 mil y en noviembre superó el número de membresías.El último récord reportado fue de 82,595 viajes el 24 de mayo de 2024, una cifra similar a las personas movilizadas en cada una de las líneas del Cablebús o la línea 4 del STC Metro.
En julio de 2024 se anunció la instalación de dos estaciones adicionales a las 687 contempladas originalmente dentro del Complejo Cultural Los Pinos. El 20 de agosto de 2024 se instaló la última estación contemplada en el proyecto de Renovación y Expansión.
| Evolución del sistema ECOBICI (2010-2024) |                   |            |            |            |            |            |            |
| Fase                                      | Fecha             | Acumulado  | Acumulado  | Acumulado  | Añadido    | Añadido    | Añadido    |
| Fase                                      | Fecha             | Bicicletas | Estaciones | Área (km2) | Bicicletas | Estaciones | Área (km2) |
| I                                         | feb 2010          | 1114       | 85         | 4.3        | 1114       | 85         | 4.3        |
| Centro                                    | nov 2010          | 1200       | 90         | 5.4        | 86         | 5          | 1.1        |
| II                                        | sept 2012         | 2380       | 162        | 13.9       | 1180       | 72         | 8.5        |
| III                                       | nov 2012          | 4000       | 275        | 21.3       | 1620       | 113        | 7.4        |
| IV                                        | feb 2015          | 6500       | 452        | 34.8       | 2500       | 177        | 13.5       |
| V                                         | feb 2018          | 6840       | 480        | 38.6       | 340        | 28         | 3.8        |
| RyE                                       | ago 2022-ago 2024 | 9308       | 689        | 70.6       | 2468       | 207        | 32.0       |

## Información del servicio
Las cicloestaciones se encuentran distribuidas con una distancia máxima de 300 metros entre una y otra, y localizadas en puntos estratégicos, como estaciones de otros medios de transporte Metro y Metrobús (95% y 100% de las estaciones de estos sistemas dentro del polígono de Ecobici cuentan con una cicloestacíon a menos de 480 m). Con esta distancia, las personas usuarias pueden caminar entre cicloestaciones fácilmente, así como mayor eficiencia en las rutas operativas y de mantenimiento del sistema.

### Pandemia COVID-19
Durante la emergencia sanitaria por la pandemia de COVID-19, Ecobici tuvo varias acciones para fomentar el uso de la bicicleta. En abril de 2020, se amplió el horario de servicio de 45 a 60 minutos. Éste regresó a 45 minutos en 2022. En mayo, junto con la implementación de la ciclovía emergente en Av. Insurgentes, se habilitó el préstamo gratuito de bicicletas de Ecobici en este circuito, así como descuentos en las membresías. En julio se implementó una membresía semestral por $120.

### Viajes
De 2010 a 2024 se han realizado 113 millones de viaje en Ecobici:
| Año  | Viajes     |
| 2010 | 841,079    |
| 2011 | 2,542,963  |
| 2012 | 2,733,059  |
| 2013 | 6,515,328  |
| 2014 | 7,952,247  |
| 2015 | 9,192,076  |
| 2016 | 9,062,614  |
| 2017 | 9,532,666  |
| 2018 | 8,540,258  |
| 2019 | 8,434,936  |
| 2020 | 4,026,667  |
| 2021 | 4,295,491  |
| 2022 | 5,329,441  |
| 2023 | 12,293,373 |
| 2024 | 22,242,869 |

### Uso Recreativo
Desde el lanzamiento de Ecobici, las autoridades de la Ciudad de México han desarrollado otras actividades para promover el uso de la bicicleta, como la construcción de vías ciclistas y el Paseo Dominical “Muévete en Bici”.
Ecobici ofrece la posibilidad de participar en bicicleta en los paseos dominicales que abarcan distintos puntos turísticos y culturales de la urbe metropolitana. Dichos paseos Se llevan a cabo los tres primeros domingos de cada mes y gracias a ellos se pueden disfrutar de 50 km libres de vehículos motorizados. La ruta más común corre por Reforma, desde el Auditorio Nacional hasta La Villa, y pasa por Av. Juárez y Madero, hasta llegar al Zócalo. Otras de las principales vialidades son Patriotismo, División del Norte y Eje 7 Sur.
A partir de julio de 2018 y hasta 2022, el préstamo de Ecobici durante los domingos se extendía de 45 a 90 minutos.

### Inscripciones
Los requisitos para poder acceder al programa son ser mayor de 16 años y contar con una tarjeta de crédito o débito para realizar el pago de la inscripción anual.

#### Requisitos[56]
- Identificación válida, vigente (nacional e internacional)IFE/INE, licencia de manejo, cédula profesional (con fotografía y firma), pasaporte, FM2 o FM3
- Tarjeta bancaria de crédito o débito de cualquier institución bancaria.

Para hacer el cargo por inscripción, en el caso de registros anuales, la tarjeta deberá estar a nombre del titular de la cuenta.
- Darse de alta mediante la página oficial de Ecobici o mediante la app Ecobici

Llenar el formulario de inscripción así como el diagnóstico de conocimiento ciclista
Podrá seleccionar una de las dos opciones al momento de realizar su registro para acceder a través de un código QR en la aplicación móvil o utilizar la tarjeta de Movilidad Integrada (MI).

### Planes y tarifas adicionales

##### Planes
| Membresía        | Costo (MXN) |
| ---------------- | ----------- |
| Anual plus       | $899.00     |
| Anual            | $545.00     |
| Temporal 7 días* | $409.00     |
| Temporal 3 días* | $245.00     |
| Temporal 1 día*  | $123.00     |

*Los usuarios temporales adicional al pago de tarifa de registro, pagarán $1,500.00 MXN como depósito en garantía, mismo que será devuelto 5 días posteriores al vencimiento de la membresía, descontando el monto por los usos mayores a 45 minutos. En el caso de un uso mayor a 24 horas continuas, no se hará ninguna devolución.
En mayo de 2024, la Secretaría de Movilidad anunció dos nuevas membresías: una tarifa preferencial para personas mayores de 60 años con 10% de descuento y una nueva membresía anual plus, la cual incluye viajes de 90 minutos durante los fines de semana y beneficios adicionales en diversos establecimientos comerciales.

##### Tarifas adicionales
Todos los planes incluyen trayectos ilimitados de 45 minutos, en caso de viajes que excedan este tiempo aplican las siguientes tarifas:
| Tiempo                                                      | Cargo (MXN) |
| ----------------------------------------------------------- | ----------- |
| Minuto 0 al 45                                              | Sin costo   |
| De 45 al 60                                                 | $26         |
| Por hora o fracción adicional                               | $52         |
| Reposición de tarjeta                                       | $15         |
| Uso mayor a 24 h./ Extravío de bicicleta (usuario anual).   | $10,000     |
| Uso mayor a 24 h./ Extravío de bicicleta (usuario temporal) | $10,000     |

## Cobertura geográfica
El sistema cubre las colonias siguientes:
| Alcaldía                         | Colonia     | Estaciones | Población |
| -------------------------------- | ----------- | ---------- | --------- |
| Álvaro Obregón                   |             |            |           |
| Axotla                           | 2           | 2,350      |           |
| Chimalistac                      | 1           | 999        |           |
| Florida                          | 5           | 6,267      |           |
| Guadalupe Chimalistac / Agrícola | 2           | 1,257      |           |
| Guadalupe Inn                    | 6           | 4,103      |           |
| San Ángel                        | 1           | 2,257      |           |
| Total Álvaro Obregón             | 17          | 17,233     |           |
| Azcapotzalco                     |             |            |           |
| Ángel Zimbrón                    | 1           | 2,330      |           |
| Clavería                         | 8           | 9,353      |           |
| Hogar y Seguridad                | 2           | 3,176      |           |
| Ignacio Allende                  | 1           | 1,419      |           |
| Nueva Santa María                | 8           | 9,466      |           |
| Obrero Popular                   | 2           | 5,072      |           |
| San Álvaro                       | 2           | 7,314      |           |
| San Salvador Xochimanca          | 2           | 931        |           |
| Tlatilco                         | 1           | 4,015      |           |
| Victoria de las Democracias      | 1           | 3,649      |           |
| Total Azcapotzalco               | 28          | 46,725     |           |
| Benito Juárez                    |             |            |           |
| Acacias                          | 4           | 6,376      |           |
| Actipan                          | 7           | 4,380      |           |
| Álamos                           | 9           | 21,685     |           |
| Américas Unidas                  | 3           | 4,642      |           |
| Ampliación Nápoles               | 4           | 4,197      |           |
| Centro Urbano Presidente Alemán  | 1           | 2,159      |           |
| Ciudad de los Deportes           | 5           | 4,957      |           |
| Crédito Constructor              | 1           | 810        |           |
| Del Valle Centro                 | 15          | 18,766     |           |
| Del Valle Norte                  | 17          | 23,311     |           |
| Del Valle Sur                    | 15          | 27,512     |           |
| Extremadura Insurgentes          | 2           | 1,978      |           |
| General Pedro María Anaya        | 6           | 6,521      |           |
| Independencia                    | 2           | 10,735     |           |
| Insurgentes Mixcoac              | 7           | 6,024      |           |
| Insurgentes San Borja            | 3           | 699        |           |
| Josefa Ortiz de Domínguez        | 1           | 1,574      |           |
| Letrán Valle                     | 4           | 11,021     |           |
| Nápoles                          | 13          | 17,008     |           |
| Narvarte                         | 27          | 56,425     |           |
| Niños Héroes de Chapultepec      | 2           | 13,172     |           |
| Noche Buena                      | 2           | 2,921      |           |
| Santa María Nonoalco             | 2           | 10,414     |           |
| Piedad Narvarte                  | 1           | 4,748      |           |
| Portales Norte                   | 10          | 23,385     |           |
| Portales Sur                     | 8           | 17,867     |           |
| Postal                           | 3           | 3,577      |           |
| Residencial Emperadores          | 1           | 1,295      |           |
| San José Insurgentes             | 7           | 6,670      |           |
| San Pedro de los Pinos           | 9           | 13,955     |           |
| San Simón Ticuman                | 4           | 12,134     |           |
| Santa Cruz Atoyac                | 7           | 10,106     |           |
| Tlacoquemécatl Del Valle         | 6           | 7,363      |           |
| Vértiz Narvarte                  | 4           | 7,210      |           |
| Xoco                             | 3           | 5,860      |           |
| Total Benito Juárez              | 215         | 371,457    |           |
| Cuauhtémoc                       |             |            |           |
| Algarín                          | 4           | 6,019      |           |
| Atlampa                          | 3           | 12,490     |           |
| Buenavista                       | 12          | 8,946      |           |
| Centro                           | 32          | 30,370     |           |
| Condesa                          | 13          | 8,872      |           |
| Cuauhtémoc                       | 18          | 11,558     |           |
| Doctores                         | 18          | 49,787     |           |
| Hipódromo                        | 19          | 12,477     |           |
| Hipódromo Condesa                | 5           | 3,293      |           |
| Juárez (incluida la Zona Rosa)   | 24          | 8,542      |           |
| Obrera                           | 13          | 35,952     |           |
| Roma Norte                       | 37          | 25,611     |           |
| Roma Sur                         | 16          | 18,750     |           |
| San Rafael                       | 12          | 22,567     |           |
| Santa María la Ribera            | 17          | 42,355     |           |
| Tabacalera                       | 7           | 3,250      |           |
| Total Cuauhtémoc                 | 250         | 300,839    |           |
| Miguel Hidalgo                   |             |            |           |
| Agricultura                      | 2           | 4,475      |           |
| Ampliación Granada               | 2           | 17,540     |           |
| Anáhuac                          | 15          | 45,569     |           |
| Anzures                          | 9           | 6,029      |           |
| Bosque de Chapultepec            | 4           | 3,683      |           |
| Cuauhtémoc Pensil                | 1           | 13,722     |           |
| Escandón                         | 13          | 28,257     |           |
| Granada                          | 6           | 8,788      |           |
| Irrigación                       | 3           | 5,265      |           |
| Lomas de Chapultepec             | 6           | 5,483      |           |
| Mariano Escobedo                 | 2           | 2,533      |           |
| Modelo Pensil                    | 1           | 3,787      |           |
| Molino del Rey                   | 1           | 540        |           |
| Nextitla                         | 2           | 1713       |           |
| Plutarco Elías Calles            | 2           | 1,183      |           |
| Polanco                          | 46          | 22,368     |           |
| Polanco Sección I/ Los Morales   | 1           | 4,340      |           |
| Popotla                          | 4           | 14,414     |           |
| San Miguel Chapultepec           | 8           | 12,262     |           |
| Santo Tomás                      | 1           | 531        |           |
| Tacuba                           | 2           | 11,676     |           |
| Tlaxpana                         | 3           | 8,037      |           |
| Un Hogar para Nosotros           | 1           | 772        |           |
| Verónica Anzures                 | 5           | 3,109      |           |
| Total Miguel Hidalgo             | 140         | 226,076    |           |
| Coyoacán                         |             |            |           |
| Barrio de Santa Catarina         | 6           | 3,166      |           |
| Barrio la Concepción             | 2           | 1,262      |           |
| Barrio San Lucas                 | 1           | 4,335      |           |
| Del Carmen                       | 17          | 9,563      |           |
| Parque San Andrés                | 4           | 5,476      |           |
| San Diego Churubusco             | 1           | 1,460      |           |
| San Mateo                        | 3           | 3,407      |           |
| Villa Coyoacán                   | 3           | 2,586      |           |
| Total Coyoacán                   | 37          | 31,255     |           |
| Total                            | 99 colonias | 687        | 993,585   |

## Impacto en la sociedad

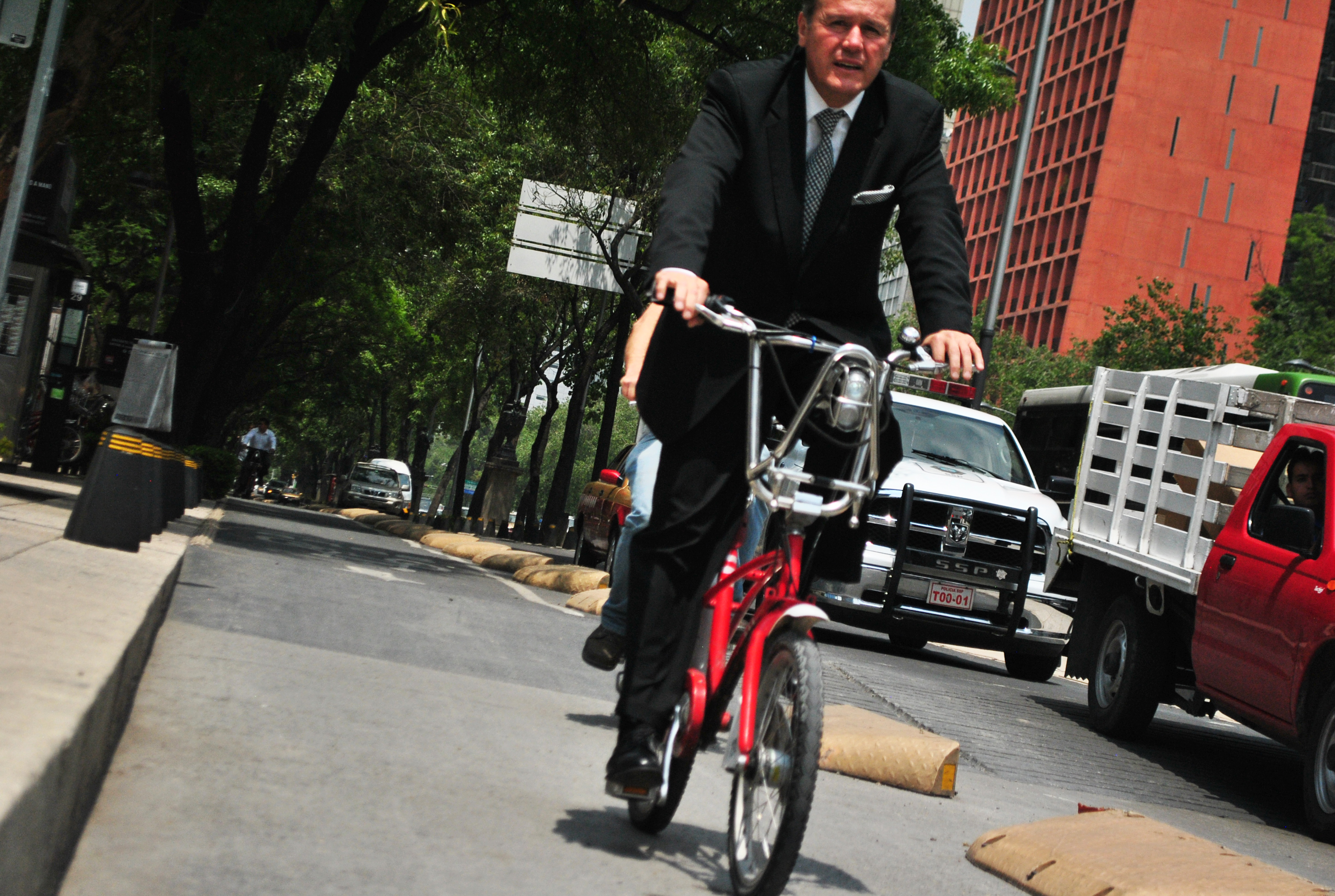
Un usuario de Ecobici en Paseo de la Reforma.

### Reconocimientos
El 4 de octubre de 2012, el Centro de Transporte Sustentable (CTS) EMBARQ México otorgó a Ecobici el reconocimiento al primer lugar en el concurso “Movilidad Amable”.

### Usuarios fallecidos
- El 15 de noviembre de 2014 Gerardo Pedroza fue atropellado por un autobús del transporte público en el cruce de las avenidas Lieja y Chapultepec.[59]
- El 17 de enero de 2015 un automovilista estacionado en el cruce de las calles Horacio y Platón en Polanco abrió la portezuela de su auto, empujando a Luis Manuel Villa Cárdenas, quien usaba una bicicleta, hacia un tráiler que circulaba por la calle.[60]
- El 17 de noviembre de 2015 un autobús del transporte público de la empresa Corredor de Transporte Público Concesionado Corredor Revolución atropelló en la ciclovía de Paseo de la Reforma a Montserrat Paredes, de 21 años, provocando su muerte.[61] Cámaras del programa Ciudad Segura registraron el hecho, demostrando que la usuaria de la bicicleta 4212 del sistema circulaba dentro de los márgenes de la ciclovía.[62] El chofer responsable del autobús, Miguel Ángel Márquez Zamora, escapó, y fue aprehendido al día siguiente.[63] En septiembre de 2016 la jueza Belén Bolaños Cayetano determinó que el Ministerio Público (fiscalía) no había presentado pruebas contundentes que inculparan al chofer.[64] Abogados de la víctima señalaron que la modalidad de juicio oral incidió en la sentencia que absolvió a Márquez Zamora.[65] La sentencia absolutoria fue apelada por la Procuraduría General de Justicia de la Ciudad de México.[66]
- El 21 de noviembre de 2023 un autobús del transporte público de la empresa COAVEO, Ruta 64, atropello a Tifanny N. de 26 años en Av. Chapultepec dir. Poniente antes del cruce con Enrico Martínez. Tifanny falleció en el hospital ese mismo día.[67]